# Ravni Dol (gmina Sodražica)
Ravni Dol – wieś w Słowenii, w gminie Sodražica. W 2018 roku liczyła 38 mieszkańców.